# Шило (округ Гарріс, Джорджія)
Шило (англ. Shiloh) — місто (англ. city) в США, в окрузі Гарріс штату Джорджія. Населення — 402 особи (2020).

## Географія
Шило розташоване за координатами 32°48′42″ пн. ш. 84°41′55″ зх. д. / 32.81167° пн. ш. 84.69861° зх. д. (32.811580, -84.698708).  За даними Бюро перепису населення США в 2010 році місто мало площу 5,89 км², з яких 5,82 км² — суходіл та 0,07 км² — водойми.

## Демографія
Згідно з переписом 2010 року, у місті мешкало 445 осіб у 173 домогосподарствах у складі 128 родин. Густота населення становила 76 осіб/км².  Було 202 помешкання (34/км²).
Расовий склад населення:
| - 73,7 % — білих - 25,2 % — чорних або афроамериканців |

До двох чи більше рас належало 0,9 %. Частка іспаномовних становила 1,1 % від усіх жителів.
За віковим діапазоном населення розподілялося таким чином: 24,7 % — особи молодші 18 років, 64,1 % — особи у віці 18—64 років, 11,2 % — особи у віці 65 років та старші. Медіана віку мешканця становила 40,9 року. На 100 осіб жіночої статі у місті припадало 87,8 чоловіків;  на 100 жінок у віці від 18 років та старших — 89,3 чоловіків також старших 18 років.
Середній дохід на одне домашнє господарство  становив 62 630 доларів США (медіана — 52 813), а середній дохід на одну сім'ю — 70 088 доларів (медіана — 55 865). Медіана доходів становила 40 729 доларів для чоловіків та 24 167 доларів для жінок. За межею бідності перебувало 1,8 % осіб, у тому числі 0,0 % дітей у віці до 18 років та 2,8 % осіб у віці 65 років та старших.
Цивільне працевлаштоване населення становило 303 особи. Основні галузі зайнятості: мистецтво, розваги та відпочинок — 21,5 %, виробництво — 16,8 %, освіта, охорона здоров'я та соціальна допомога — 15,8 %.